# چشم‌آبی ترانما
چشم‌آبی ترانما (نام علمی: Pseudomugil pellucidus) نام یک گونه از سرده ماهی‌های چشم‌آبی است.